# Hibernate lazy fetching és az n+1 probléma
Az egyik legnagyobb probléma az objektum-relációs leképezéssel, hogy a relációs modell objektumorientált nyelvi objektumba való konvertálása sok munkával jár.  Az objektum szinten lévő lekérdezések természete, illetve az O-R mapping tool (a konverziót végző eszköz) működése miatt egy lekérdezés  általában durvább eredményt ad, mint amit egy sztenderd JDBC hívással elérhető.

## Példa
Tekintsük az alábbi fa-struktúrát:
```
public
 
class
 
Node
 
{

  
private
 
List
<
Node
>
 
children
;

  
private
 
Node
 
parent
;

  
private
 
String
 
name
;

  

  
public
 
List
<
Node
>
 
getChildren
()
 
{

    
return
 
children
;

  
}

  

  
public
 
Node
 
getParent
()
 
{

    
return
 
parent
;

  
}

  

  
public
 
void
 
setChildren
(
List
<
Node
>
 
children
)
 
{

    
this
.
children
 
=
 
children
;

  
}

  

  
public
 
void
 
setParent
(
Node
 
parent
)
 
{

    
this
.
parent
 
=
 
parent
;

  
}

 
// ...

}

```

A fenti Node osztály elég complex asszociációkat tartalmaz, egy egyszerű O-R mapper valószínűleg  a teljes ‘Node’ táblát betöltené, hogy egy Node objektumot létrehozzon.
Vegyük az alábbi fa struktúrát:
```
-A
|
*---B
|   |
|   *---C
|   |
|   *---D
|       |
|       *---E
|       |
|       *---F
|       |
|       *---G
*---H
```

Ha egy naiv O-R mapper-től C betöltését kérjük, ahhoz be kéne töltenie B-t (mivel az C apja), de B teljes betöltéséhez szükséges betölteni D-t (mivel az B gyereke) is, ami E, F, G betöltését is szükségessé teszi. Ezután folytatódna B betöltése A betöltésével, ami H betöltését is szükségessé teszi. Eredményül a teljes fát be kellett tölteni. Eközben minden asszociációs populáció külön-külön egy egyedi SQL select utasítás megadását igényli. Ez 8 gazzillion utasítást jelent csak a fenti példához. A node-ok számának növelésével pedig az SQL hívások száma lineárisan növekszik. 
Ezt nevezzük n+1 problémának.